# Gerben Last
Gerben Last (Kampen, 19 oktober 1985) is een Nederlands tafeltennisser. 
Last is geboren met klompvoeten en mag daarom meedoen aan de Paralympische Spelen. Ondanks zijn mindervalide status speelt Last ook in de reguliere Nederlandse competitie. Zo bereikte hij in 2009 samen met Henk van Spanje de finale van het Nederlands kampioenschap dubbelspel, waarin Merijn de Bruin en Frank Rengenhart de betere waren (0-3).
Last heeft meegedaan aan de Paralympische Zomerspelen 2004 in Athene waar hij samen met Tonnie Heijnen als team goud veroverde, en de Paralympische Zomerspelen 2008 in Beijing. Last kwam uit zowel individueel als in teamverband, maar won dit keer geen medaille. Met een plaats bij de top acht op de wereldranglijst in 2011 heeft Last zich ook weten te kwalificeren voor de Paralympische Zomerspelen 2012 in Londen. 
In het dagelijks leven is hij onderwijsassistent.

## Beste uitslagen

### Paralympische Spelen
| Evenement   | Resultaat | Onderdeel     |
| ----------- | --------- | ------------- |
| Rio 2016    | zilver    | Enkelspel     |
| Londen 2012 | brons     | Enkelspel     |
| Athene 2004 | goud      | teamwedstrijd |

### Wereldkampioenschappen
| Evenement | Resultaat | Onderdeel     |
| --------- | --------- | ------------- |
| 2010      | goud      | teamwedstrijd |
| 2010      | brons     | enkelspel     |

### Europesekampioenschappen
| Evenement | Resultaat | Onderdeel     |
| --------- | --------- | ------------- |
| 2011      | zilver    | teamwedstrijd |
| 2011      | zilver    | enkelspel     |